# Флоренсіо Амарілья
Флоренсіо Амарілья (ісп. Florencio Amarilla; 3 січня 1935, Коронель-Богадо — 25 серпня 2012, Велес-Рубіо) — парагвайський футболіст, що грав на позиції нападника, за клуби «Насьйональ», низку іспанських клубних команд, а також національну збірну Парагваю.

## Клубна кар'єра
У дорослому футболі дебютував 1953 року виступами за команду «Насьйональ», в якій провів п'ять сезонів.
1958 року, після успішного виступу на тогорічному чемпіонаті світу, разом з Хорхе Ліно Ромеро, партнером по лінії нападу збірної, був запрошений до іспанського «Реал Ов'єдо». Відіграв за клуб з Ов'єдо наступні три сезони своєї ігрової кар'єри.
Згодом з 1961 по 1963 рік грав у складі команд «Ельче» та «Мальорка», а завершив ігрову кар'єру у команді «Альмерія», за яку виступав протягом 1967—1969 років.

## Виступи за збірну
Протягом кар'єри у національній збірній Парагваю провів у її формі 31 матч.
У складі збірної був учасником чемпіонату світу 1958 року у Швеції, де взяв участь у всіх трьох іграх групового етапу, який парагвайцям подолати не вдалося. Відзначився «дублем» у першій грі проти збірної Франції, який, утім, не допоміг південноамериканцям уникнути розгромної поразки з рахунком 3:7.
Помер 25 серпня 2012 року на 78-му році життя у місті Велес-Рубіо.
| Дата      | Місто       | Господарі | Результат | Гості     | Турнір          | Голи | Примітки |
| --------- | ----------- | --------- | --------- | --------- | --------------- | ---- | -------- |
| 8-6-1958  | Норрчепінг  | Франція   | 7 – 3     | Парагвай  | ЧС 1958 - Група | 2    |          |
| 11-6-1958 | Норрчепінг  | Парагвай  | 3 – 2     | Шотландія | ЧС 1958 - Група | -    |          |
| 15-6-1958 | Ескільстуна | Парагвай  | 3 – 3     | Югославія | ЧС 1958 - Група | -    |          |
| Усього    |             | Матчів    | 3         |           | Голів           | 2    |          |